# Foundation Rock
Foundation Rock（ファウンデーション・ロック）は、2007年12月12日に発売されたINFINITY16の1作目のアルバム。

## 概要
- オリコンチャートで第10位を獲得。
- 初回限定盤には、本作の収録楽曲と『無限十六』に収録された楽曲をTELA-C自身がMIXしたCD「INFINITY 16 VYBZ MIX」と、2007年8月15日に行われたINFINITY16主催ライブ「Dream Lover powered by ATAMIX'07」でのライブ映像を収録したDVDを付属。

## 収録曲

### DISC1-CD-
1. INTRO
2. Dream Lover welcomez 湘南乃風, MINMI, MOOMIN
1stシングル
3. 真夏のオリオン welcomez MINMI, 10-FEET
2ndシングル
4. RUDEBWOY TOWN welcomez RUDEBWOY FACE
5. 陽の当たる場所 welcomez 導楽
6. ジェラシー welcomez JESSE from RIZE
翌年2008年2月6日にシングルカットされた。
7. 刺激的DANGEROUS AREA welcomez RED RICE from 湘南乃風
8. ~INTERLUDE~
9. いつまでもメリークリスマス welcomez SHOCK EYE from 湘南乃風, MUNEHIRO
3rdシングル
10. ~MC~
11. JAMAICA welcomez HAN-KUN from 湘南乃風
12. つぼみ welcomez GOKI
1stシングルのカップリング
13. T・R・Y welcomez SHINGO☆西成
14. My mama welcomez 九州男
15. OUTRO

### DISC2-MIX CD-
- INFINITY 16 VYBZ MIX

1. 刺激的DANGEROUS AREA welcomez RED RICE from 湘南乃風
2. ジェラシー welcomez JESSE from RIZE
3. 暴走族 / BLUE SWORD
『無限十六 vol.2 -PARK AVENUE-』収録。
4. 馬鹿にされても止まりません / GOKI
『無限十六 vol.2 -PARK AVENUE-』収録。
5. 輪になる / Jr.DEE
『無限十六 vol.2 -PARK AVENUE-』収録。
6. DRIVIN' / MUNEHIRO
『無限十六 vol.2 -PARK AVENUE-』収録。
7. MUSIC / MUNEHIRO
『無限十六 vol.1 -R.A.W.-』収録。
8. WONDERLAND / 導楽
『無限十六 vol.1 -R.A.W.-』収録。
9. CAAN STOP / AICHIN
『無限十六 vol.1 -R.A.W.-』収録。
10. ゴキブリッ / GOKI
『無限十六 vol.1 -R.A.W.-』収録。
11. GUN FINGER / KAAGO
『無限十六 vol.1 -R.A.W.-』収録。
12. 天 / BLUE SWORD
『無限十六 vol.1 -R.A.W.-』収録。
13. 真夏のオリオン welcomez MINMI, 10-FEET
14. いつまでもメリークリスマス welcomez SHOCK EYE from 湘南乃風, MUNEHIRO
15. RUDEBWOY TOWN welcomez RUDEBWOY FACE
16. つぼみ welcomez GOKI
17. JAMAICA welcomez HAN-KUN from 湘南乃風
18. 陽の当たる場所 welcomez 導楽
19. My mama welcomez 九州男
20. T・R・Y welcomez SHINGO☆西成
21. Dream Lover welcomez 湘南乃風, MINMI, MOOMIN

### DISC3-DVD-
1. Dream Lover(Music Clip)
2. 真夏のオリオン(Music Clip)
3. いつまでもメリークリスマス(Music Clip)
4. Dream Lover Live @ Dream Lover<POWER OF ATAMIX'07>